# Škoda Popular
Škoda Popular — сімейство легкових автомобілів, що виготовлялося у 1934—1946 рр. компанією Škoda (що у той час йменувалась як "Акціонерна компанія автомобільної промисловості" — чеськ. Akciová společnost pro automobilový průmysl, ASAP).

## Історія[1]
Škoda 420, представлена у 1933 р., суттєво відрізнялася від попередників.
Шасі автобіля мало хребтову раму та незалежні підвіски як передніх так і задніх коліс з поперечними ресорами.
Чотирициліндровий двигун робочим об'ємом 955 см³ розвивав 20 к. с. потужності. Коробка передач була 3-ступенева.
Гальма мали механічний привід, у трансмісії був відсутній диференціал. Автомобіль виявився доступним, простим у обслуговуванні та ремонті.
Середня витрата палива сягала 7 л/100 км (у ті часи більш ніж мало).
Škoda Popular була представлена у 1934 р. у двох версіях — 420 та 418. Остання з 18-сильним двигуном об'ємом 903 см³ (зменшений хід поршня) знаходилась на конвеєрі всього рік й була виготовлена всього у 200 екземплярах.
А Škoda Popular 420 кількаразово модернізувалася (заводські позначення Typ 906, 907, 916, 917, з 1935 р. усі версії отримали збільшену базу 2430 мм).
Існувал дво- та чотиридверні модифікації, із закритими та відкритими кузовами: фургони, карети швидкої допомоги, родстери.
На "Шкодах Популар" у 1934 р. було здійснено пробіг Прага-Калькута, протяжністю 14 800 км.  
Чотири автомобілі, що прийняли у ньому участь несуттєво відрізнялись від серійних (збільшеними багажниками, паливними баками, вдосконаленою системою охолодження).
Очолював пробіг адвокат та хокеїст Збислав Петер за підтримки чехословацького автоклубу та заводу Škoda.
У 1936 р. подружжя Олександра та Єви Ельснерів здійснило поїздку з Сан-Франциско до Нью-Йорка, півдня Мексики й знову до Сан-Франциско.
За 47 днів "Шкода" пройшла 25 000 км, долаючи приблизно 525 км/день. 
Після пробігу автомобіль був представлений на Празькій автомобільній виставці.
Загалом, Škoda Popular виставлялася на численних мотор-шоу світу - від Женеви до Буенос-Айреса.
У 1937 р. відбулась модернізація автомобіля - з'явилась Popular OHV зі збільшеною на 10 мм колісною базою й прогресивним верхньоклапанним двигуном, що розвивав 27 к. с. при 3600 об/хв.
Двигун вже мав водяний насос (на попереднику було термосифонне охолодження), диференціал став опцією.
На базі моделі Popular була створена Škoda 1101.

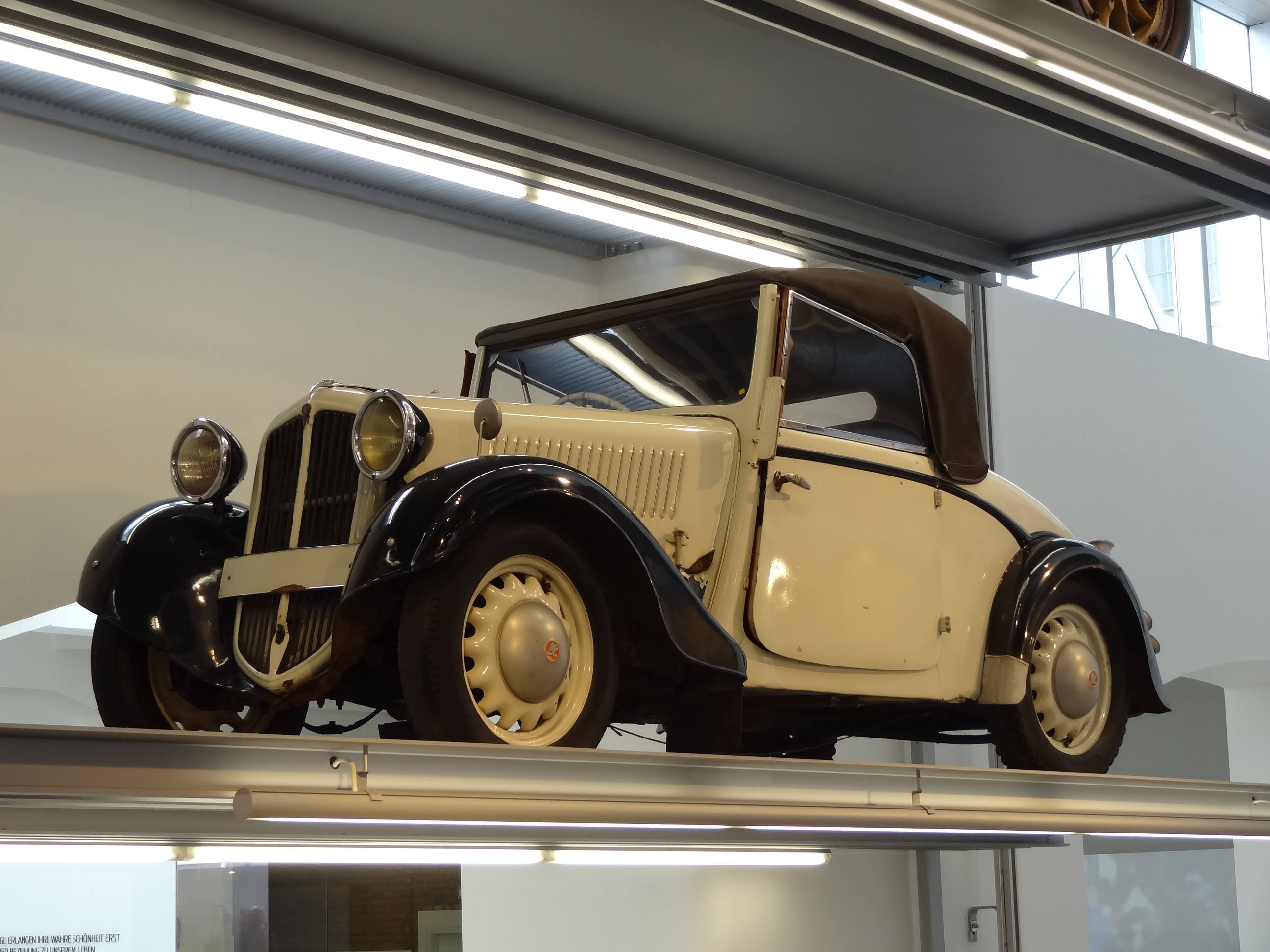
Škoda 418 Popular
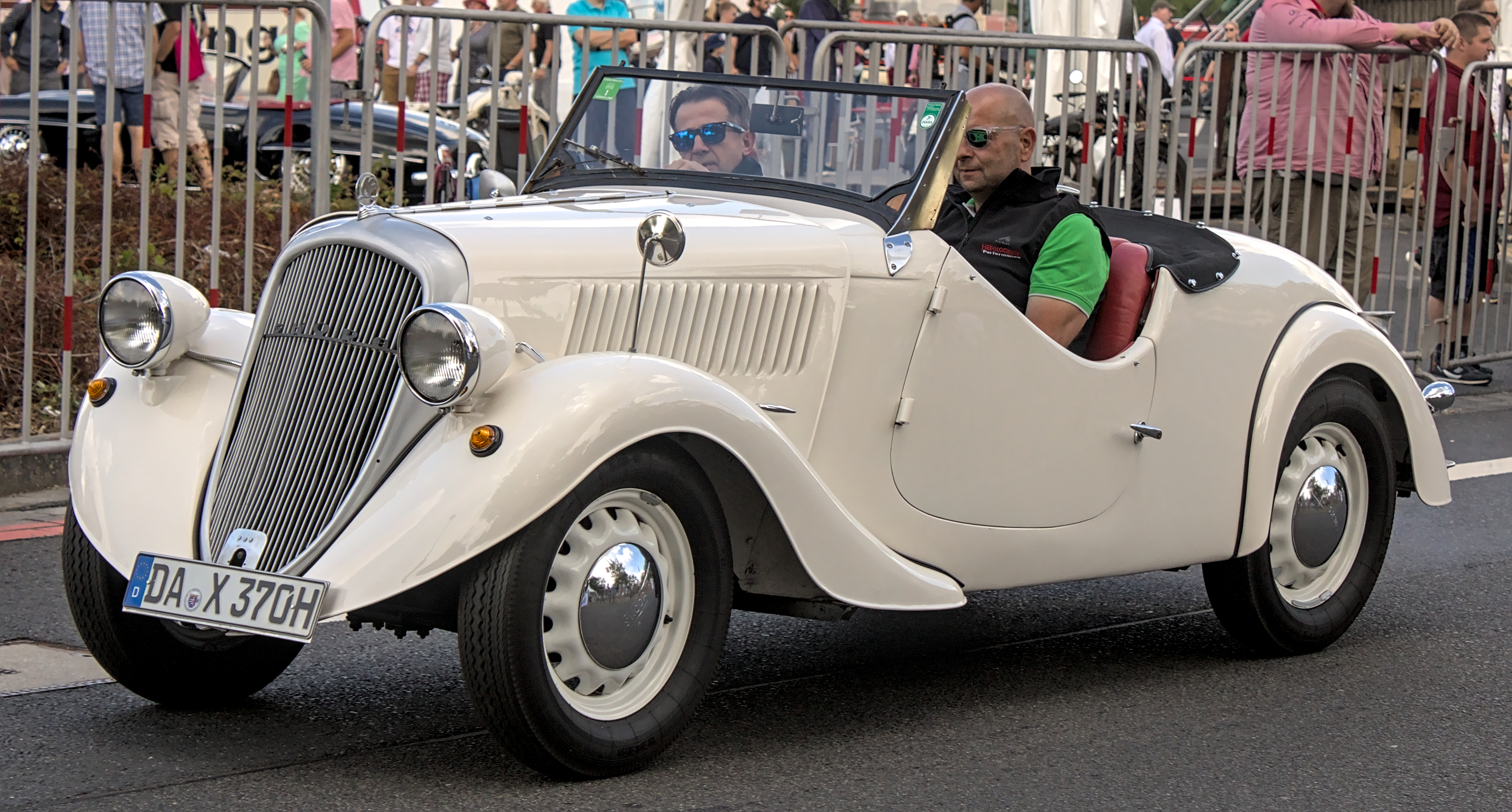
Škoda 420 Popular
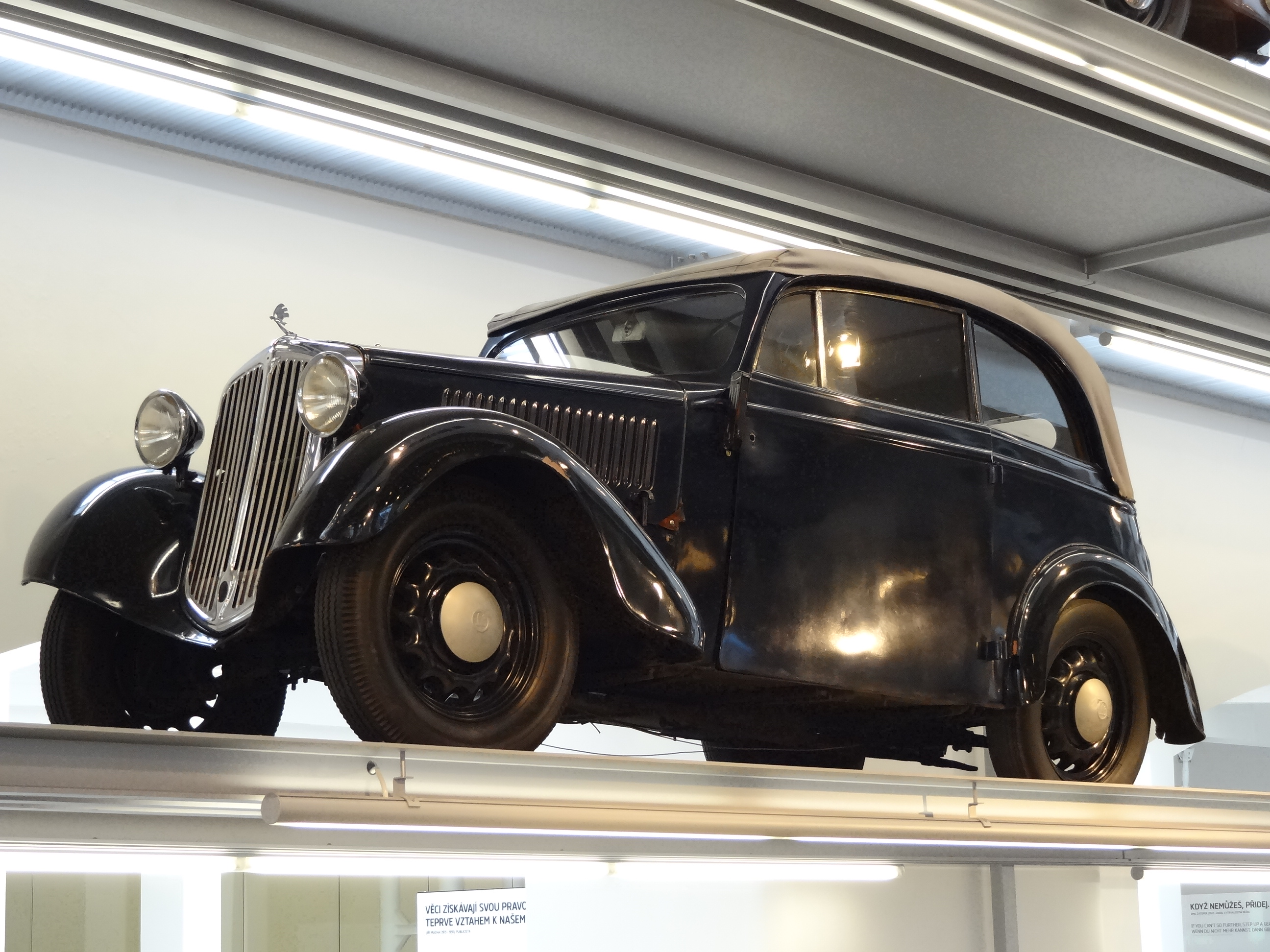
Škoda 420 Standard
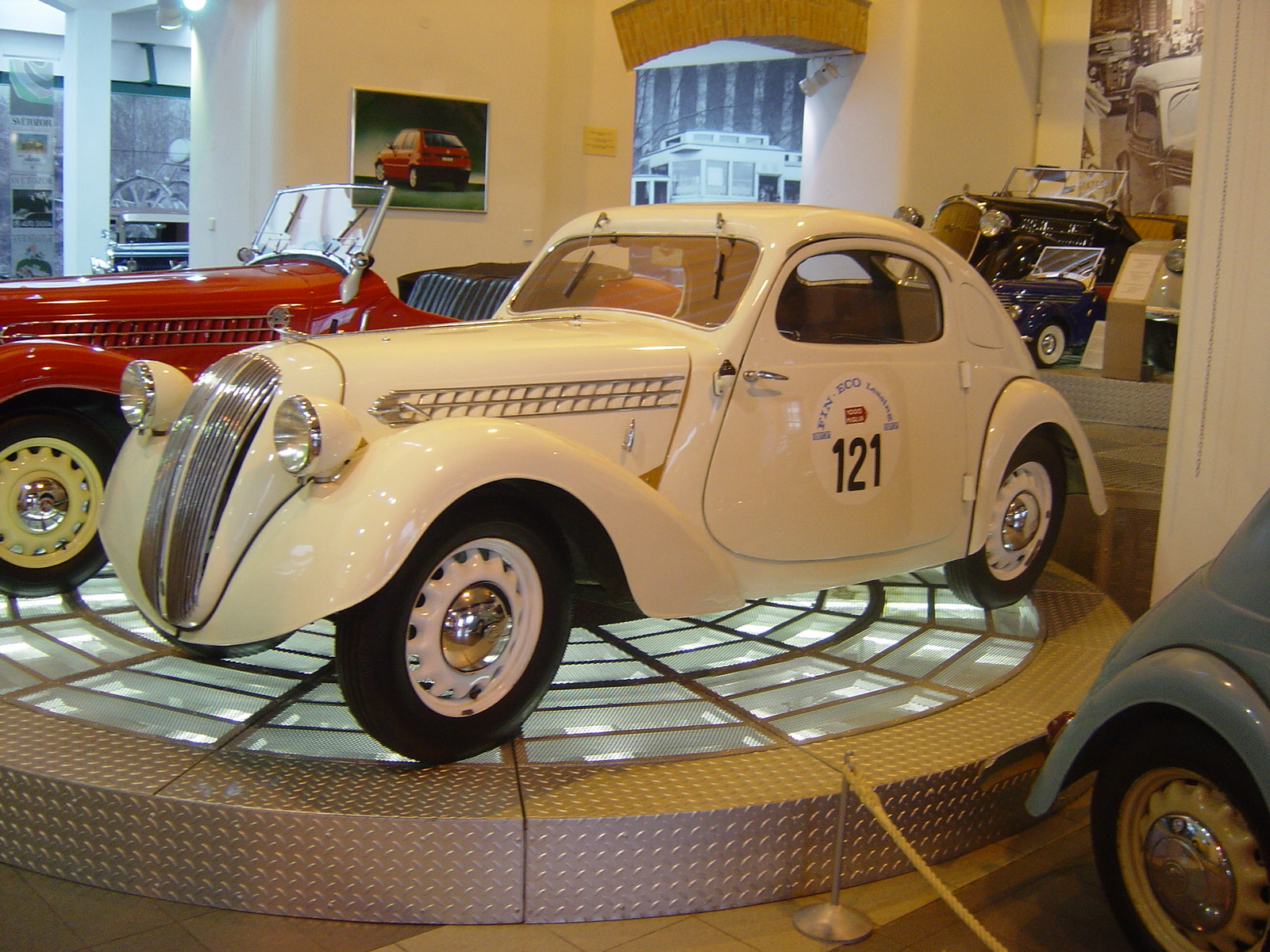
Škoda Popular Sport Monte Carlo (typ 909)
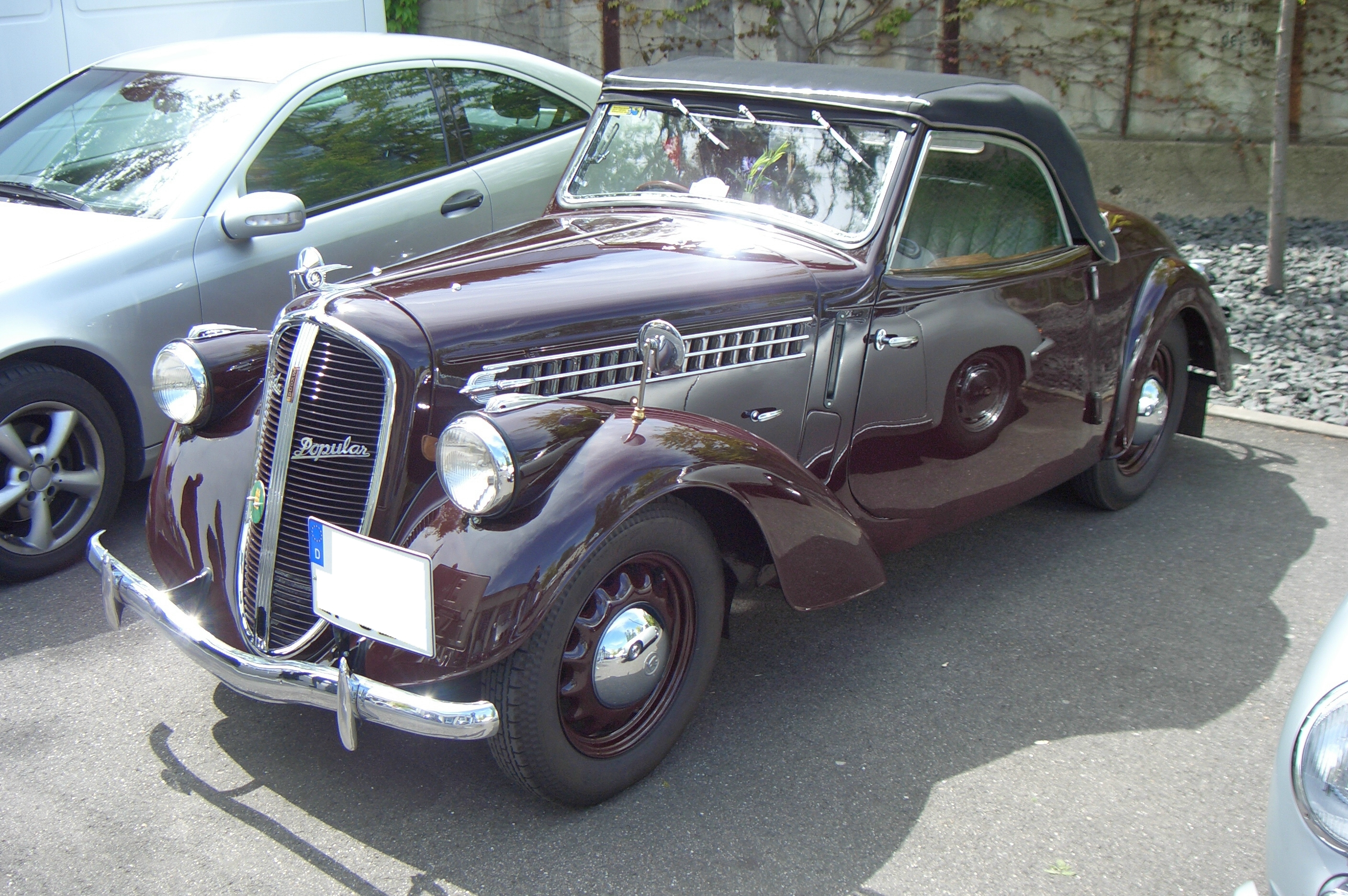
Škoda Popular OHV (typ 912)
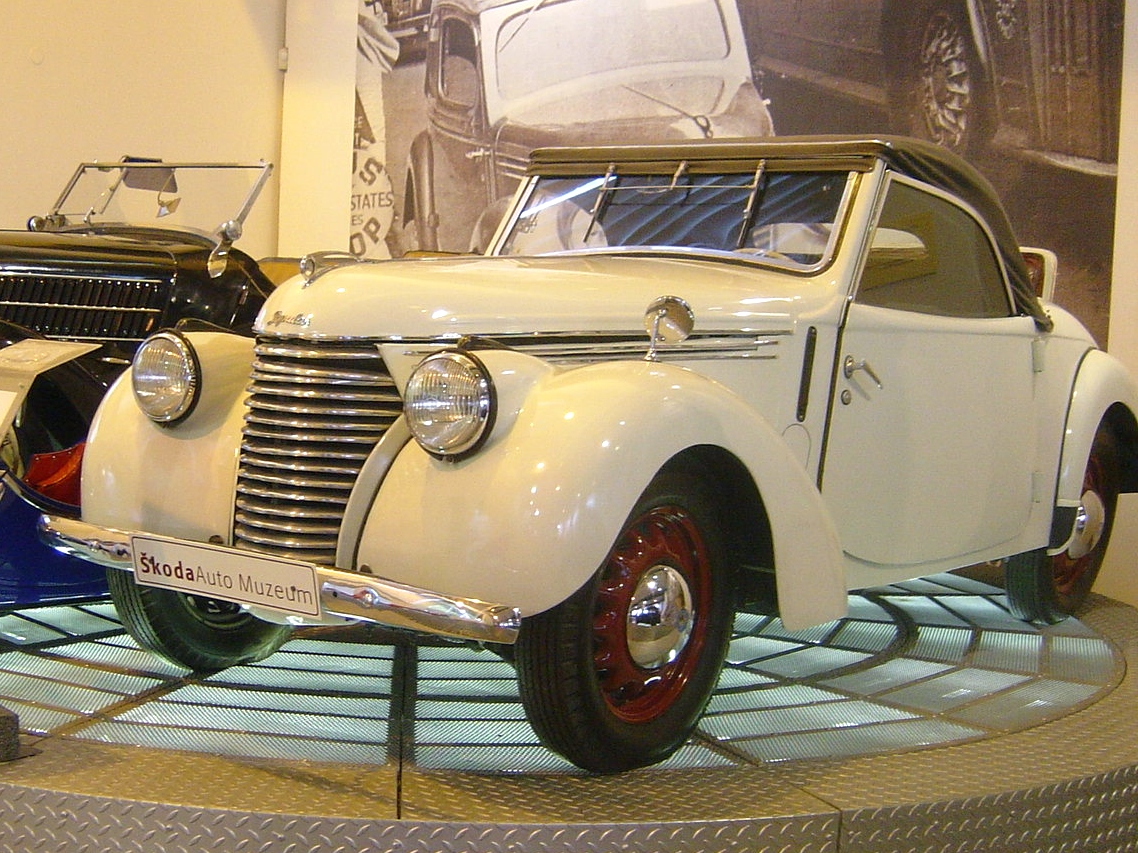
Škoda Popular 1100 OHV (typ 927)
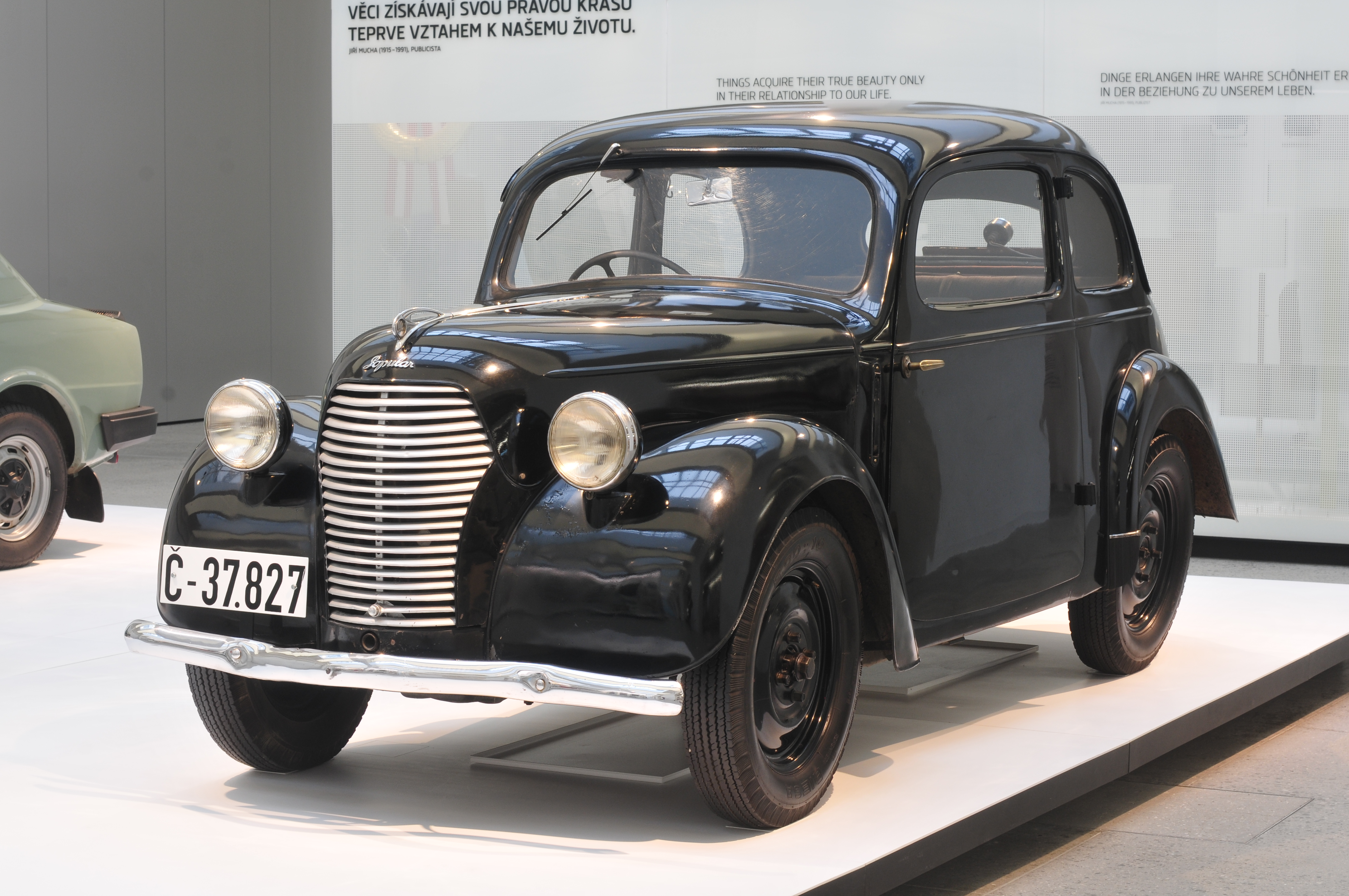
Škoda Popular 995 (typ 937)
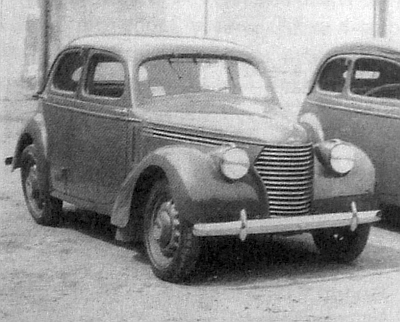
Škoda Popular 1101 (typ 938)

| Модель              | Тип      | Роки вироб- ництва | Виготов- лено, авт. | Двигун          | Макс. потужність, к. с. | Макс. швидкість, км/год | Середня витрата палива, л/100 км | Довжина, мм | Ширина, мм | Висота, мм | Споряд- жена маса, кг |
| ------------------- | -------- | ------------------ | ------------------- | --------------- | ----------------------- | ----------------------- | -------------------------------- | ----------- | ---------- | ---------- | --------------------- |
| 418 Popular         | -        | 1934               | 200                 | 902 см³ R4 SV   | 18 к. с. (13 кВт)       | 80                      | 7                                | 3630        | 1340       | 1520       | 650                   |
| 420 Popular         | 906, 916 | 1934—1937          | 4,220               | 995 см³ R4 SV   | 22 к. с. (16 кВт)       | 90                      | 7.5                              | 3770        | 1360       | 1500       | 750                   |
| Popular OHV         | 912      | 1937—1938          | 5,510               | 995 см³ R4 OHV  | 27 к. с. (20 кВт)       | 100                     | 8                                | 4000        | 1410       | 1520       | 780                   |
| Popular 1100 OHV    | 927      | 1938-1946          | 6,600               | 1089 см³ R4 OHV | 30 к. с. (22 кВт)       | 105                     | 8,5                              | 4020        | 1480       | 1520       | 850                   |
| Popular 1101        | 938      | 1940—1944          | 1,019               | 1089 см³ R4 OHV | 22 к. с. (16 кВт)       | 110                     | 8,5                              | 4000        | 1500       | 1520       | 920                   |
| Popular 995 Liduška | 937      | 1939—1946          | 1,500               | 995 см³ R4 SV   | 22 к. с. (16 кВт)       | 85                      | 7,5                              | 3800        | 1400       | 1480       | 750                   |